# منطقه الصنمین
منطقه الصنمین (عربی: منطقة الصنمين)  منطقه‌ای در استان درعا، سوریه است. در سرشماری سال ۲۰۰۴ جمعیت آن ۱۶۷٬۹۹۳ تن برآورد شد.